# Nadir Rustamli
Nadir Rustamli (azerbajdžansko Nadir Rüstəmli, izgovorjava [nɑˈdiɾ ɾystæmˈli]), azerbajdžanski pevec, * 8. julij 1999.

## Zgodnje življenje
Rustamli se je rodil 8. julija 1999 v Salyanu. Leta 2021 je diplomiral iz poslovne administracije na Azerbajdžanski univerzi za turizem in menedžment.

## Kariera

### The Voice of Azerbaijan 2021
Leta 2021 je nastopil v drugi sezoni oddaje The Voice of Azerbaijan. Tekmoval je v ekipi pod okriljem Eldarja Gasimova. V finalu je zapel priredbo »Running Scared« in zmagal z 42,6 % odstotkov glasov telefonskega glasovanja. 

### Pesem Evrovizije
Dne 16. februarja 2022 je İctimai Television objavila, da je interno izbrala Nadira Rustamlija za predstavnika Azerbajdžana na tekmovanju za Pesem Evrovizije 2022 s pesmijo »Fade to Black«. Nadir je nastopil v drugem polfinalu in se uvrsil na 10. mesto s 96 točkami (s telefonskim glasovanjem ni prejel nobene točke). V finalu je zasedel 16. mesto s 106 točkami (od tega je prejel 3 točke s telefonskega glasovanja). 

## Diskografija

### Pesmi
| »Fade to Black«                                                                    | 2022 | 69 |  |
| »Lenetli şeher«                                                                    | 2022 | —  |  |
| »İzin qalacaq«                                                                     | 2023 | —  |  |
| »Əbədi sevgi« (skupaj s Sivva)                                                     | 2023 | —  |  |
| »Unuduram« (skupaj z Aslixan in Yanamary                                           | 2023 | —  |  |
| »Bedel«                                                                            | 2023 | —  |  |
| »Gölgelerim«                                                                       | 2023 | —  |  |
| »Duman«                                                                            | 2024 | —  |  |
| »—« označuje singel, ki se ni uvrstil na lestvico ali ni bil izdan na tem ozemlju. |      |    |  |